# Kuehneotherium
Kuehneotherium é um dos primeiros gêneros de mamíferos que viveu durante o fim do período Triássico e é caracterizado pelo padrão de triângulo invertido das cúspides molares. Embora muitos fósseis tenham sido achados, os fósseis estão limitados a dentes, fragmentos dentários e fragmentos de mandíbula.